# Aikawa
Aikawa (愛川町?) è una cittadina giapponese della prefettura di Kanagawa.